# جائزة ماليزيا الكبرى 2003
جائزة ماليزيا الكبرى 2003 (بالإنجليزية: 2003 Malaysian Grand Prix)‏ هو سباق فورمولا 1 أقيم بتاريخ 23 مارس 2003 في حلبة سيبانغ الدولية، سلاغور، ماليزيا. كان الثاني من أصل 16 في بطولة العالم لسباقات الفورمولا واحد موسم 2003. حلّ الفنلندي كيمي رايكونن أولا بينما جاء البرازيلي روبنز باركيلو في المركز الثاني وحصل على المركز الثالث الإسباني فرناندو ألونسو.